# Камран Мамедов
Камран Мамедов (азерб. Kamran Məmmədov; нар. 12 березня 1990) — азербайджанський борець греко-римського стилю, триразовий бронзовий призер чемпіонатів Європи, срібний призер Універсіади, володар та срібний призер Кубків світу.

## Біографія
Боротьбою почав займатися з 1997 року. Виступає за спортивний клуб «Динамо» Баку. Від самого початку тренується у Радіка Гусейнова.

## Спортивні результати на міжнародних змаганнях

### Виступи на Чемпіонатах світу
| Змагання                        | Збірна      | Вагова категорія | Місце |
| ------------------------------- | ----------- | ---------------- | ----- |
| Чемпіонат світу з боротьби 2013 | Азербайджан | 60 кг            | 32    |

### Виступи на Чемпіонатах Європи
| Змагання                         | Збірна      | Вагова категорія | Місце  |
| -------------------------------- | ----------- | ---------------- | ------ |
| Чемпіонат Європи з боротьби 2012 | Азербайджан | 60 кг            | 5      |
| Чемпіонат Європи з боротьби 2013 | Азербайджан | 60 кг            | Бронза |
| Чемпіонат Європи з боротьби 2014 | Азербайджан | 59 кг            | Бронза |
| Чемпіонат Європи з боротьби 2016 | Азербайджан | 66 кг            | Бронза |

### Виступи на Кубках світу
| Змагання                    | Збірна      | Вагова категорія | Місце  |
| --------------------------- | ----------- | ---------------- | ------ |
| Кубок світу з боротьби 2015 | Азербайджан | 66 кг            | Золото |
| Кубок світу з боротьби 2017 | Азербайджан | 66 кг            | Срібло |

### Виступи на Універсіадах
| Змагання               | Збірна      | Вагова категорія | Місце  |
| ---------------------- | ----------- | ---------------- | ------ |
| Літня Універсіада 2013 | Азербайджан | 60 кг            | Срібло |

### Виступи на інших змаганнях
| Змагання                                                                      | Збірна      | Вагова категорія | Місце  |
| ----------------------------------------------------------------------------- | ----------- | ---------------- | ------ |
| Кубок Ядегара Імама 2011                                                      | Азербайджан | 60 кг            | Срібло |
| Золотий Гран-прі з боротьби 2011                                              | Азербайджан | 60 кг            | Бронза |
| Вогні Москви 2011                                                             | Азербайджан | 60 кг            | Срібло |
| Золотий Гран-прі з боротьби 2012 (Стамбул)                                    | Азербайджан | 60 кг            | Бронза |
| Олімпійський кваліфікаційний турнір з греко-римської боротьби 2012 (Софія)    | Азербайджан | 60 кг            | Золото |
| Золотий Гран-прі з боротьби 2012 (Баку)                                       | Азербайджан | 60 кг            | Золото |
| Меморіал Олега Караваєва 2012                                                 | Азербайджан | 60 кг            | Срібло |
| Золотий Гран-прі з боротьби 2013                                              | Азербайджан | 60 кг            | Золото |
| Турнір Вехбі Емре 2014                                                        | Азербайджан | 66 кг            | 9      |
| Золотий Гран-прі з боротьби 2014                                              | Азербайджан | 59 кг            | Бронза |
| Вогні Москви 2014                                                             | Азербайджан | 66 кг            | Бронза |
| Гран-прі Угорщини з боротьби 2015                                             | Азербайджан | 66 кг            | Срібло |
| Кубок Алроси 2015                                                             | Азербайджан | 66 кг            | Срібло |
| Золотий Гран-прі з боротьби 2015                                              | Азербайджан | 66 кг            | Срібло |
| Олімпійський кваліфікаційний турнір з греко-римської боротьби 2016 (Зренянин) | Азербайджан | 66 кг            | 17     |
| Чемпіонат світу з боротьби серед військовослужбовців 2016                     | Азербайджан | 66 кг            | Срібло |
| Золотий Гран-прі з боротьби 2016                                              | Азербайджан | 66 кг            | 7      |
| Турнір Дана Колова — Николи Петрова 2017                                      | Азербайджан | 66 кг            | Золото |
| Ігри ісламської солідарності 2017                                             | Азербайджан | 66 кг            | Золото |